# Lumsk
Lumsk é uma banda de folk metal de Trondheim, Noruega. Combina música folclórica (folk) norueguesa com rock progressivo e heavy metal. O grupo tem duas vozes masculinas e femininas com violões, guitarras e bateria.

## História
Depois de ter lançado uma demo independente, a banda disponibilizou um EP chamado "Åsmund Frægdegjevar" em 2001, sob contrato com a gravadora Spikefarm Records. No próximo ano, mudou para a Tabu Recordings e lançou o seu álbum de estréia, que tinha o mesmo título que o EP já lançado, caracterizado pela sua mistura de instrumentos clássicos e heavy metal. As músicas compõem uma narrativa sobre a saga de Åsmund, que na interpretação da Lumsk parte para a Irlanda para resgatar a filha de um rei em um grupo de trolls.
Vários anos depois, a banda lançou o seu segundo álbum, chamado "Troll". Com uma nova vocalista e um novo guitarrista, a música não era tão pesada ou "sombria" quanto no primeiro álbum. O álbum traz também canções menores, e juntas elas não compõem uma narrativa, mas formam histórias entre si mesmas; histórias que foram baseados em mitologia nórdica e foram escritas pelo autor da saga, Birger Sivertsen e sua esposa Kristin.
No mesmo ano a banda lançou o single "Nidvisa", que, para além da Allvis canção do álbum Troll, continha uma canção escrita para o grupo de ativistas "Give Us Back Christmas" ("Gi JULA tilbake oss", em norueguês), em protesto contra a grande loja de departamento "Early Christmas Decorating".
Em 26 de fevereiro de 2007, Lumsk lançou o seu terceiro e longo álbum, intitulado "Det Vilde Kor". Neste álbum, Lumsk acrescentou à sua música a obra Det Vilde Kor, que é uma coleção de poemas escritos pelo famoso poeta norueguês Knut Hamsun. Neste álbum a sonoridade se afasta um pouco do folk metal e incorpora um som um pouco mais sereno e de caráter progressivo.
Em julho de 2007, Espen anuncia no site oficial da banda que Ketil e Siv Lena deveriam sair da banda devido a um bebé que estava para nascer. Eles foram substituídos pelos músicos suecos Håkan Lundqvist e Jenny Gustafsson. A partir de 2008, estarão ainda à procura de um substituto para a vocalista Stine Mari Langstrand, que também deixou a banda em 2007.